# Praça da Baleia
Praça da Baleia, em Rio das Ostras, é uma área de lazer e contemplação que abriga a escultura de 20 metros de comprimento de uma baleia-jubarte, assinada pelos artistas plásticos Roberto Sá e Clara Arthaud. A ideia da escultura surgiu das periódicas visitas de baleias desta espécie que se aproximam da costa brasileira em seu período de acasalamento, reprodução e amamentação. Por isso, é comum avistar o mamífero seguido de seu filhote na região durante o inverno e a primavera.
Apesar do tamanho aqui corretamente informado da escultura, o mamífero atinge no máximo 16 metros de comprimento. E o aumento de tamanho parece ter surtido o efeito esperado, aumentando proporcionalmente a perplexidade com que admiram os turistas que por ali passam. É impossível passar pela obra de um dos maiores animais do mundo, construída com tal riqueza de detalhes, que tornou possível simular o esguicho e ainda retratar um mergulhador a tocar sua cauda. É um dos pontos turísticos mais visitados da cidade.
A praça fica localizada no final da praia de Costazul e conta com acesso para o mirante onde é possível contemplar, não apenas a baleia, como também toda a praia e o Monumento Natural dos Costões Rochosos. No entorno da praça ainda se concentram centros comerciais de artistas locais e o polo gastronômico da cidade.

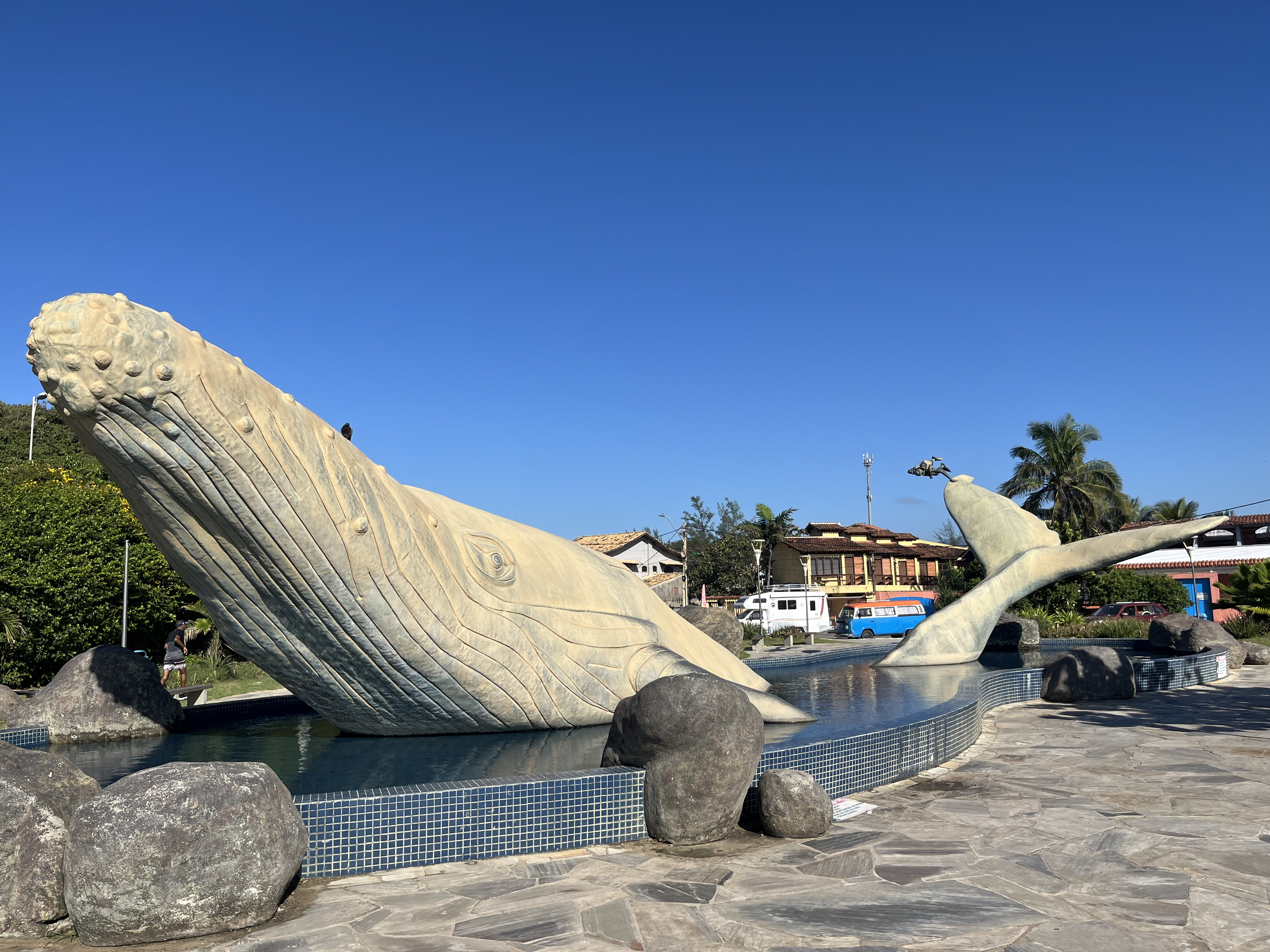
Vista da escultura da direção da praia.
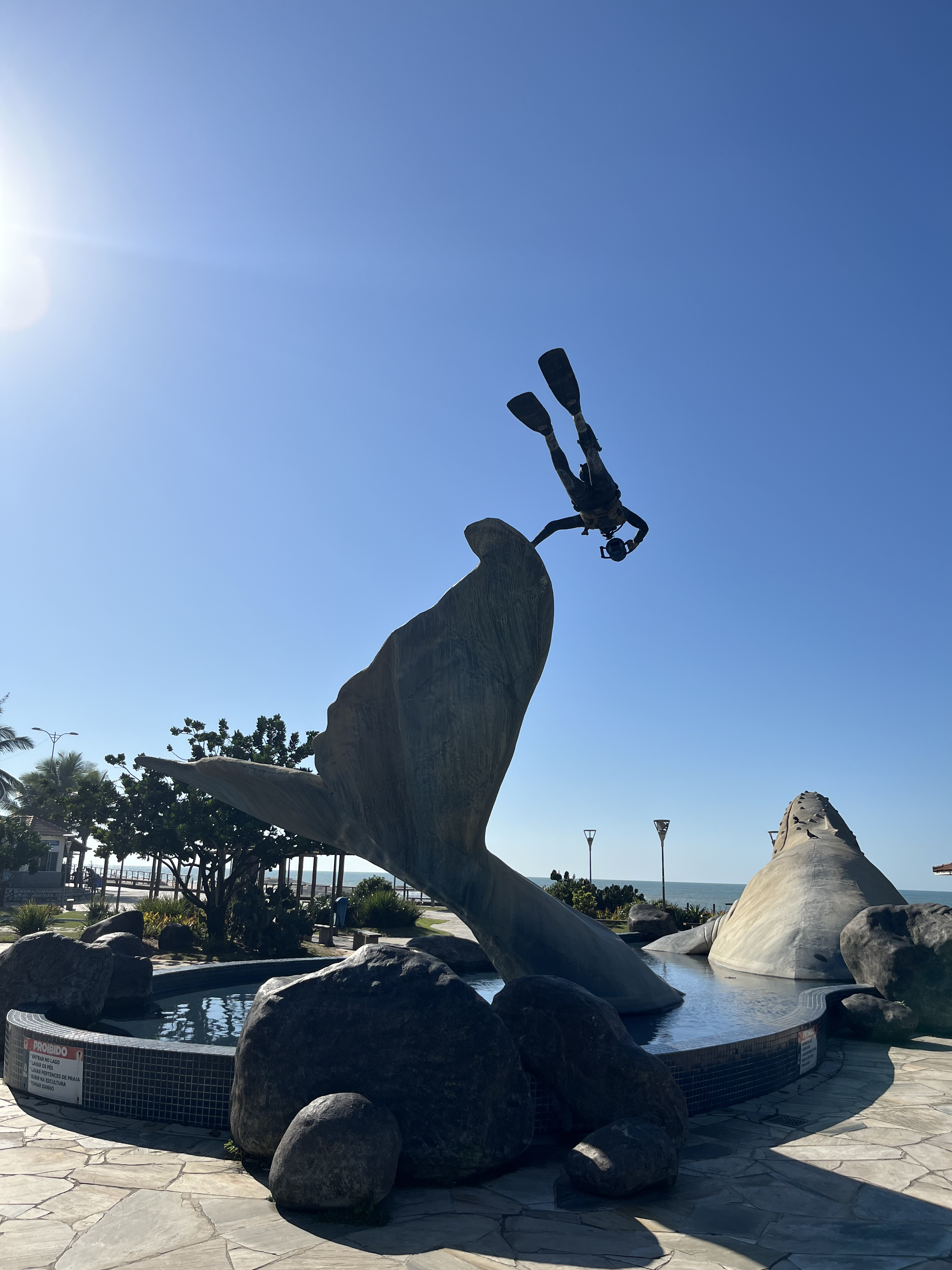
Vista pela cauda da escultura.
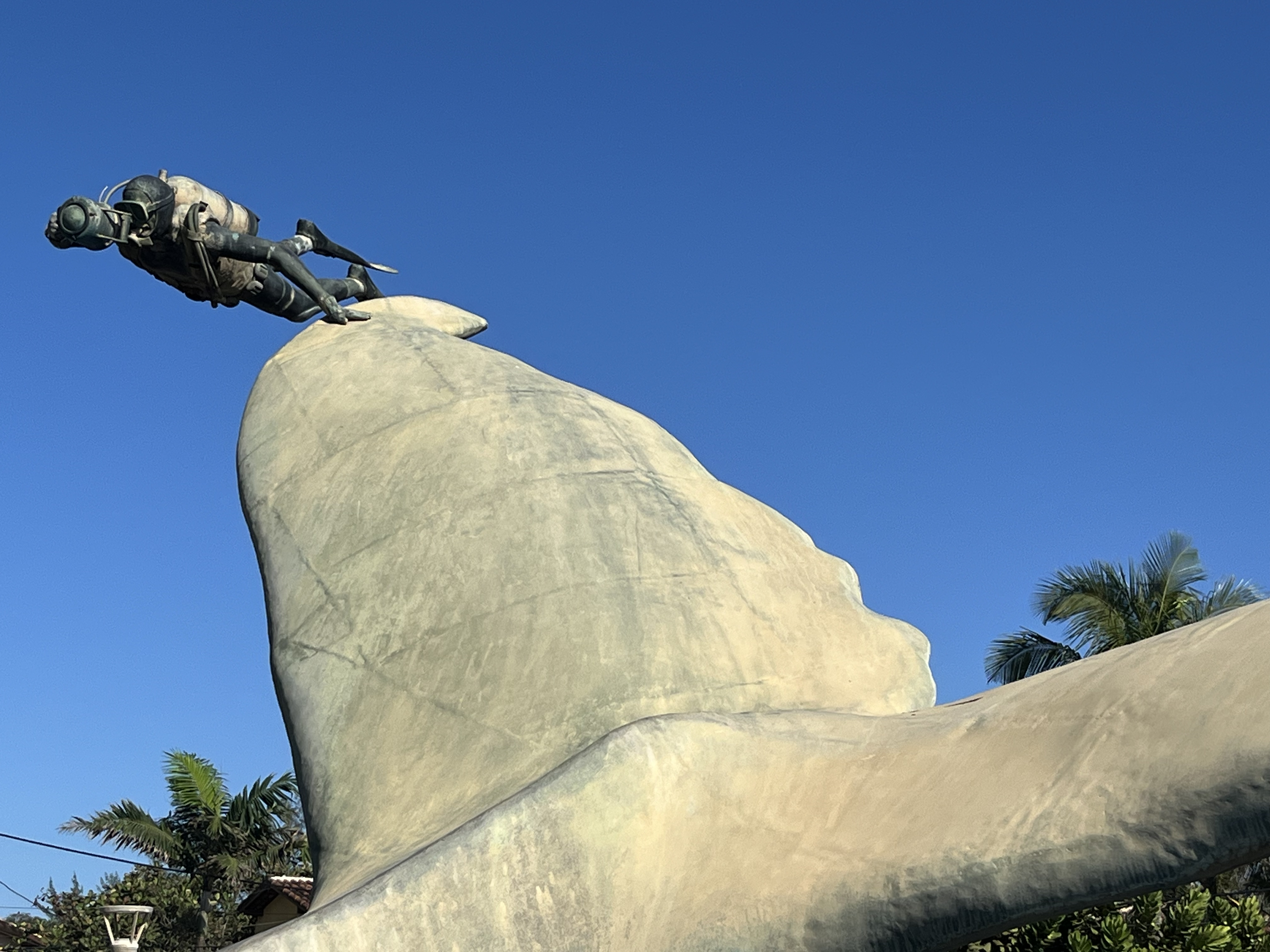
Detalhe do mergulhador com 1,85m.
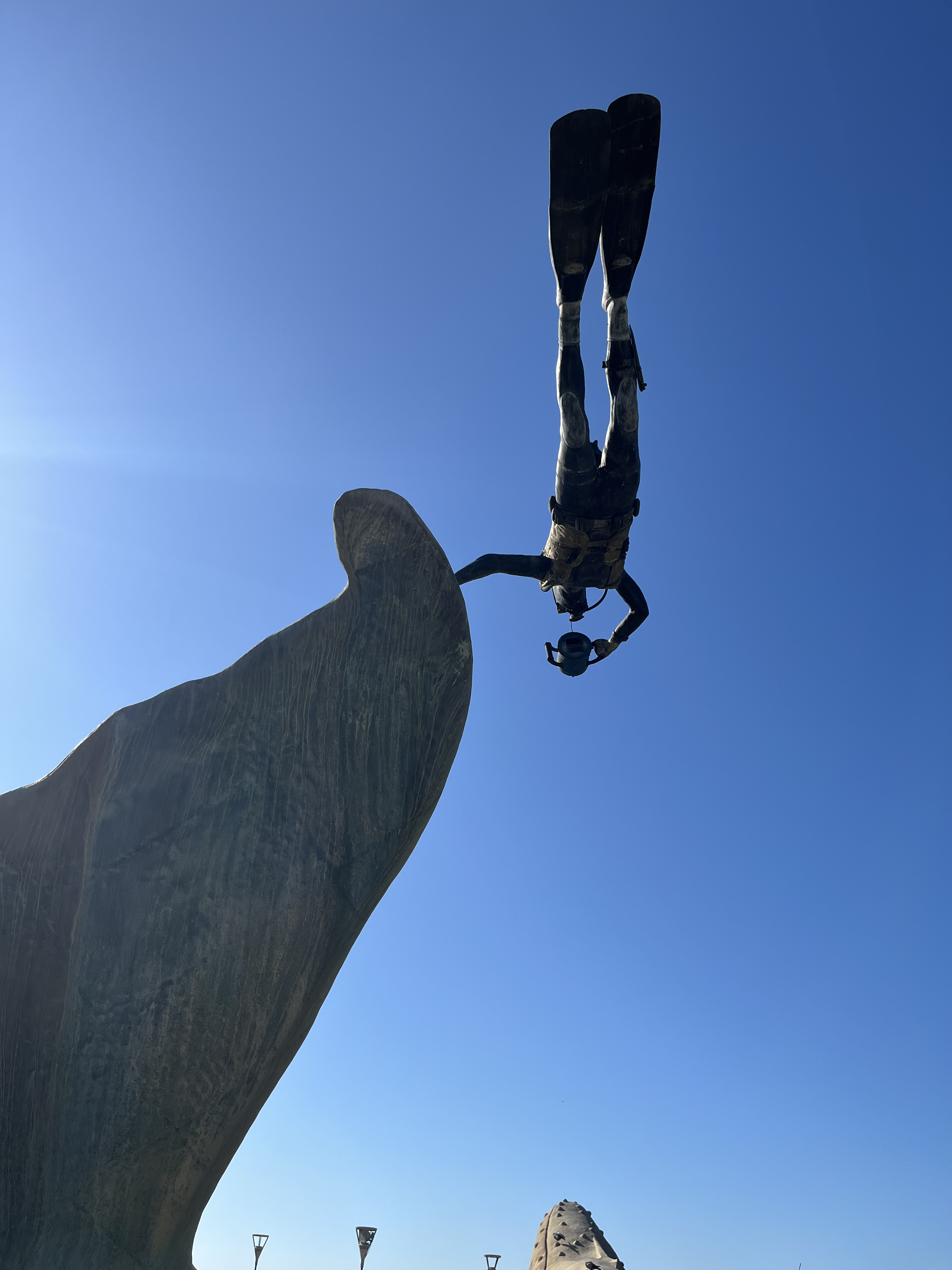
Visão por baixo do mergulhador.
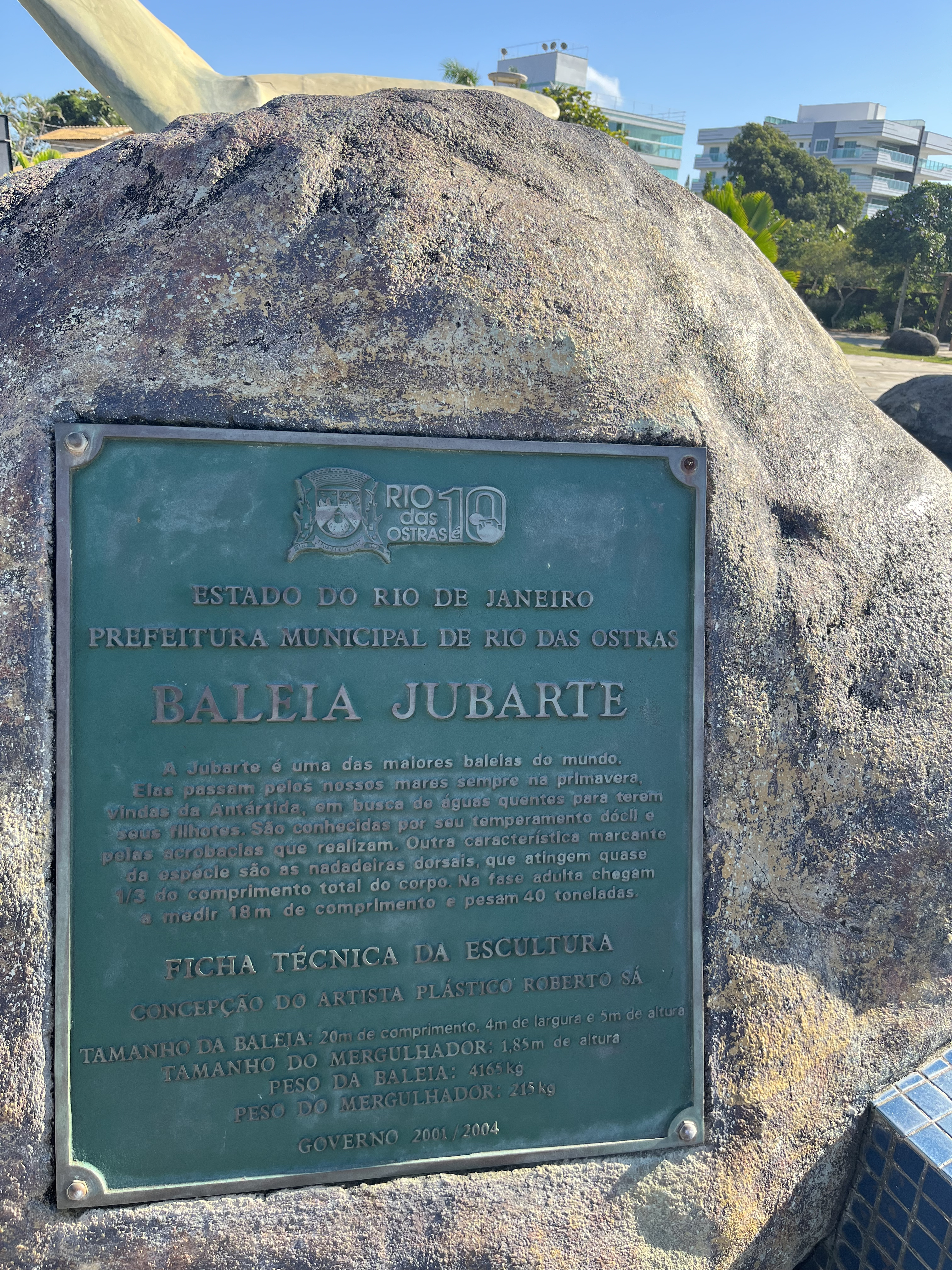
Placa com os detalhes técnicos da escultura.
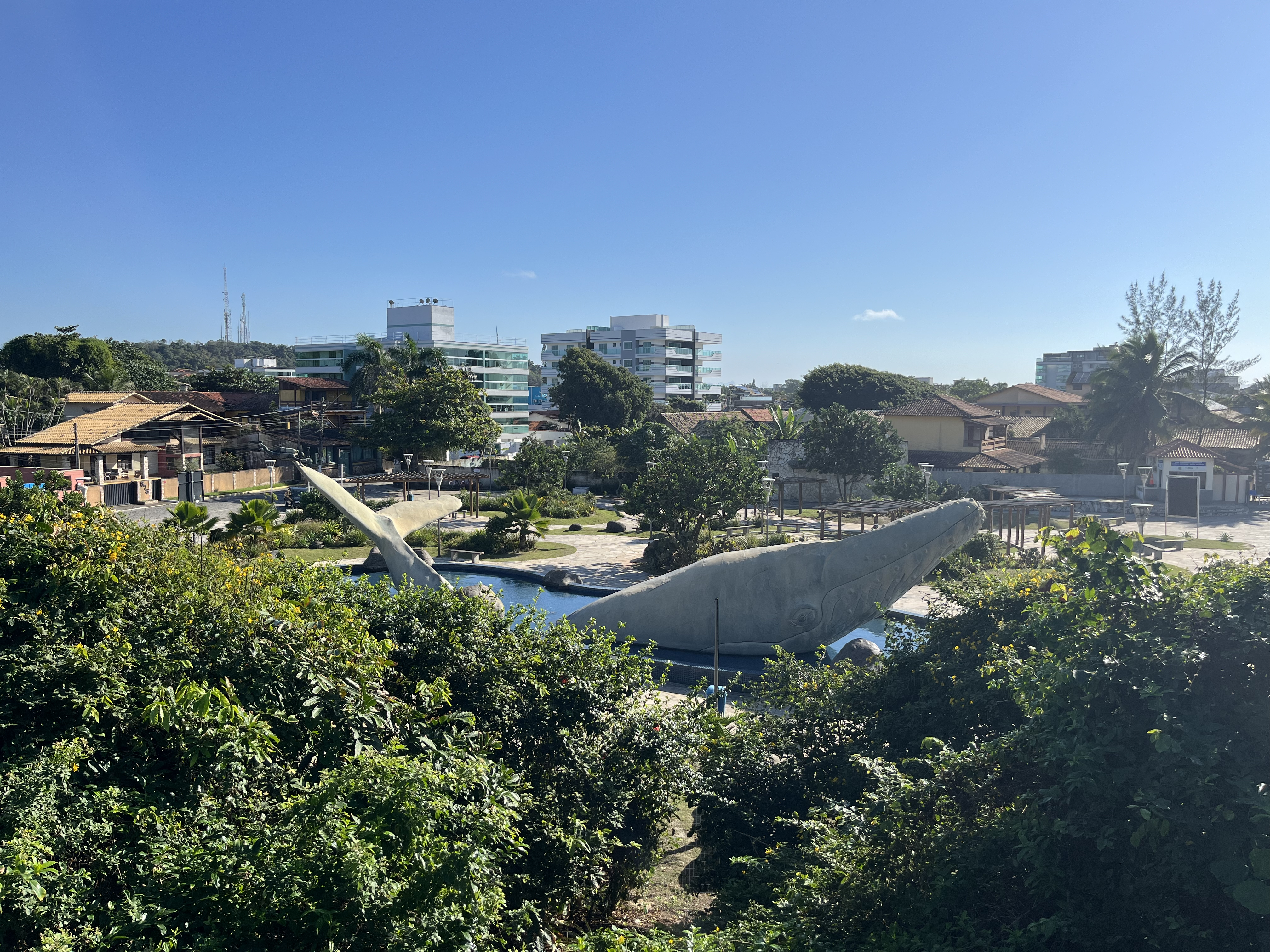
Vista da escultura do Mirante da Baleia.